# جربارة حمراء الأوبار
جربارة حمراء الأوبار (الاسم العلمي:Gerbera ruficoma) هي نوع من النباتات تتبع جنس الجربارة من الفصيلة النجمية.